# Leda (maan)
Leda is in afstand de tiende maan van Jupiter en is de kleinste erkende maan. Ze werd in 1974 ontdekt door Charles Kowal op het Mount Palomar observatorium. Ze is vernoemd naar Leda, de koningin van Sparta die de moeder was van Castor, Polydeuces, Clytemnestra en Helena van Troje. Leda heeft een lage dichtheid en draait in een vreemde baan om de planeet. Dit wijst er op dat Leda geen natuurlijke maan van Jupiter is, maar een ingevangen planetoïde.
Over Leda is verder weinig bekend.